# Escœuilles
Escoeuilles é uma comuna francesa na região administrativa de Altos da França, no departamento de Pas-de-Calais. Estende-se por uma área de 5,91 km². Em 2010 a comuna tinha 489 habitantes (densidade: 82,7 hab./km²).